# Gołas
Gołas – wieś w Polsce położona w województwie mazowieckim, w powiecie gostynińskim, w gminie Szczawin Kościelny.
| SIMC    | Nazwa     | Rodzaj    |
| ------- | --------- | --------- |
| 0577700 | Andrzejów | część wsi |
| 0577716 | Chorążek  | część wsi |

Wieś została założona przed 1796 rokiem przez osadników holenderskich. Działała w niej szkoła ewangelicka. Około 1880 mieszkało tutaj 57 osób, a w 1927 96 mieszkańców. Jeszcze w 1947 roku znajdował się w niej wiatrak.
Krajobraz kulturowy związany z osadnictwem holenderskim zachowany w dobrym stanie (rozłogi pól obsadzone wierzbami, rowy melioracyjne i stawy gromadzące nadmiar wody, siedliska obsadzone topolami i wierzbami). Zabudowa praktycznie całkowicie współczesna, zachowane dwa murowane domy związane z osadnictwem holenderskim sprzed 1945 roku.
W latach 1975–1998 miejscowość administracyjnie należała do województwa płockiego.